# Златомир Загорчич
Златомир Загорчич (на сръбски: Златомир Загорчић; на сърбохърватски: Zlatomir Zagorčić) е сръбско-български футболист, централен защитник.

## Състезателна кариера
В ловешкия клуб го довежда сръбският специалист Драголюб Беклавац през пролетта на 1997 г. заедно с Игор Богданович и Драголюб Симонович, като това са първите чужденци, обличали екипа на Литекс. По това време отборът доминира в Б група и е пред завръщане в елитната А група. С „оранжевите“ Заги печели две поредни титли, през 1998 и 1999 г., като през 1998 дори е обявен за най-добрия централен защитник в българското първенство, заедно със съотборника си Росен Кирилов. През 2000 г. е даден под наем на турския елитен Аданаспор, където отново се събират с бившия си партньор в защита Р. Кирилов, състезаващ се в отбора от предната година. Изиграва едва три мача и след като не успява да се наложи, се завръща обратно в Ловеч. През февруари 2000 г. е продаден на швейцарския ФК Лугано. Същата година печели шампионската титла на Швейцария, участва в Шампионската лига, където отборът му отпада във втория предварителен кръг от украинския Шахтьор (Донецк) след загуба с 0:3 и победа вкъщи на реванша с 2:1.
Година по-късно се окичва с бронзов медал от швейцарското първенство. Лугано обаче затъва в дългове и президентът на отбора Хелиос Жермини се самоубива. Липсата на пари е причина всички футболисти да разтрогнат с Лугано, а тимът фалира и е изваден от Първа швейцарска лига.
През август 2002 г. Загорчич облича за втори път екипа на Литекс. През 2004 г. с ловешкия клуб играе финал за Купата на България срещу ЦСКА. Тимът му печели трофея, но Заги е откаран в болница, където му правят седем шева на главата. На 16 септември 2004 в мач от турнира за Купата на УЕФА срещу австрийския ГАК, Загорчич получава директен червен картон още в 12-а минута и остава отбора си с човек по-малко. Литекс инкасират пет безответни гола, а след мача Заги е нарочен за главен виновник и е освободен от отбора. Връща се в родния си клуб РФК Нови Сад, с когото доиграва сезона, а след края му слага край на своята състезателна дейност.

## Национален отбор
През 1998 година Златомир Загорчич получава българско гражданство, което му дава право да запише участие за националния ни отбор. Сърбинът играе в контрола срещу Алжир в Бургас през лятото на 1998 година при тогавашния селекционер Христо Бонев. Дебютира в официален мач на 6 март 1998 г. при катастрофалната загуба в Бургас от Полша с 0:3 в световна квалификация отново под ръководството на Зума. След поражението от поляците кормилото на представителния ни отбор е поето от Димитър Димитров – Херо, който продължава да разчита на сръбския централен защитник в целия квалификационен цикъл за Световното първенство през 2000 година.
Следващият национален селекционер Стойчо Младенов не вика нито веднъж Загорчич. Пламен Марков, връща Загорчич в състава и той дори участва на Евро 2004 в Португалия. На него сърбинът с български паспорт записва две срещи, като при загубата с 0:2 от Дания е заменен в 50-ата минута от бившия си съотборник в Литекс Ивайло Петков. В другия мач, 1:2 срещу Италия, записва пълни 90 минути. Това е последният му мач с националния екип. След края на Евро 2004 Христо Стоичков поема националния отбор и заявява, че няма да разчита повече на чужденци. Така Златомир Загорчич записва 19 участия с екипа на България.

## Треньорска кариера
След като окачва бутонките на пирона, Заги остава на работа в родния си клуб като помощник-треньор. Работи там една година преди да получи през юли 2006 г. неочаквана реабилитация от Гриша Ганчев, който го кани обратно в Литекс като помощник на Люпко Петрович. На 11 юни 2007 Люпко подава оставка, а с него и помощниците му, в това число и Загорчич. От 2008 г., Заги работи в ДЮШ на Войводина Нови Сад като треньор на деца (род. 1990 г.).
От 2012 е треньор на Войводина Нови Сад
На 9 юни 2013 г. е представен като старши треньор на Литекс (Ловеч).
На 31 март 2014 година е уволнен поради незадоволителни резултати.

### Славия (София)
Треньор е на ПФК Славия (София) от 2017 до 2020 г. Пристига в отбора в края на сезон 2016/17 в изключително тежка обстановка. Под негово ръководство тимът успява да излезе от зоната на изпадащите и да запази елитния си статут.
Още на следващия сезон Славия, водена от Загорчич, триумфира с трофей. Отборът стига до финал за Купата на България, спечелен с 4:2 след изпълнение на дузпи срещу Левски (София). В мача за Суперкупата на България губят с 1:0 от Лудогорец.
В последвалото участие в Лига Европа отборът се представя достойно – победи с 0:1 и 2:1 срещу финландския Илвес (Тампере) и минимални загуби (0:1 и 2:3) срещу хърватския колос Хайдук (Сплит).
Сезон 2018/19 за Славия и Загорчич не се запомня с нещо особено – в първенството отборът завършва осми, а при защитата на купата на страната отпада драматично на осминафинал от шампиона Лудогорец след дузпи.
На следващата година обаче треньорът отново се окичва с медал. Този път това е бронзът в държавното първенство. Белите стигат до него след като в последния кръг нанасят първа загуба за сезона на Лудогорец (3:1). Впоследствие, в бараж за участие в Лига Европа, е преодолян Ботев (Пловдив).
Подготовката за сезон 2020/21 обаче не стартира по най-благоприятния начин. Основни играчи като Галин Иванов и Георги Йомов напускат отбора без да са подсигурени сигурни техни заместници.
Отборът започва новата кампания с обезпокоителна серия от мачове без победа, сред които е и полагащото му се участие в квалификационните кръгове на Лига Европа (загуба от албанския Кукъс с 2:1).
Натрупаното напрежение в отбора, слабите резултати и незадоволителната селекция карат специалиста със сръбски корени да напусне поста си в началото на август 2020.
Загорчич си тръгва от Славия след 114 мача във всички турнири. Под негово ръководство отборът печели трофей за пръв път от над 20 години. Дори и след края на престоя си, бившият национал се радва на широка подкрепа сред феновете на белите и е считан за един от най-успешните треньори в новата история на клуба.
На 12 април 2021 г. Загорчич се завръща на позицията старши треньор на Славия. На 4 май 2023 г. Загорчич и Славия се разделят по взаимно съгласие.
На 23 октомври 2023 г. Загорчич се завръща на позицията старши треньор на Славия.

## Успехи
• Като футболист
 Литекс Ловеч
Шампион на България (2): 1997 – 98, 1998 – 99

Купа на България (1) – 2004
• Като треньор
 Славия София
Купа на България (1) – 2018
Финалист за Суперкупа на България – 2018

## Семейство
Със съпругата си Дубравка имат две деца, родени 1999 г. (Деян) и 2004 г.